# Purple Rain Tour
Pour les articles homonymes, voir Purple Rain.
Tournées par Prince & The Revolution
1999 Tour
(1982–1983) Hit n Run – Parade Tour
(1986)
Le Purple Rain Tour est une tournée de Prince qui commença le 21 mai 1984 à Bloomington pour s'achever le 7 juin 1985 à Saint Paul. Selon le magazine Spin, 1,7 million de billets ont été vendus durant cette tournée.
Cette tournée correspond à l'apogée de Prince sur scène. La longueur de la tournée battit la précédente, Prince détenant donc toujours le record de la plus grande tournée au niveau national pour un artiste.

## Histoire
La tournée marqua les débuts du nouveau groupe de Prince baptisé The Revolution dans lequel Wendy Melvoin fit son apparition comme guitariste pour remplacer le regretté Dez Dickerson.
Le nouveau groupe fut rejoint par Apollonia 6, Sheila E. et sa bande. Bien qu’ayant récolté une certaine notoriété en apparaissant dans le film en conjonction avec la sortie de leur troisième album, le groupe The Time ne fut pas convié à jouer sur la tournée, l’année 1985 étant celle de sa séparation et de projets personnels lancés par ses divers membres, Morris Day, Jellybean Johnson et Jesse Johnson.
Cette tournée est toujours très appréciée des fans. Apparaissant souvent comme la meilleure, on y voit un Prince parfaitement coordonné avec ses musiciens, se donnant à fond avec un plaisir inégalé. Prince utilisa une passerelle sur la scène accessible depuis un grand escalier et de l'autre extrémité une barre de fer avec laquelle il joua de manière suggestive pour en descendre. Certains effets encore inédits pour l'époque ont eu un très grand impact notamment les jeux de lumière, le brouillard de multiples couleurs, l'architecture de la scène… D'autant plus que l'album est le plus vendu et le plus célèbre de toute la carrière de Prince. Avec presque 2 millions de billet vendus, ce fut pour l'époque une des tournées les plus rentables à travers les États-Unis. Elle se situe en deuxième place derrière celle des Rolling Stones.
Peu avant la fin de la tournée, Prince affirma à plusieurs reprises qu'il comptait se retirer de l'industrie du show-buisness dès que la tournée serait terminée. Son manager, lui, déclara dans une interview que le spectacle de Miami serait le dernier de sa carrière pour un certain nombre d'années encore indéterminé. En réalité, il n'en était rien et ce fut une stratégie pour remplir le stade et vendre les 65 000 places. Stratégie qui fonctionna en effet le concert fut joué à guichets fermés. Ironiquement seulement un mois s'écoula avant que Prince ne redonne un concert privé qui lui allait conclure la tournée. Warner Bros souhaitait voir Prince poursuivre sa tournée sur le continent européen mais il refusa pour préparer son futur projet. Ce choix fut à l'époque qualifié de suicidaire par ceux qui avaient constaté les bénéfices de la tournée.
Prince fut le premier artiste à avoir enchainé quatre succès sur le même projet dont 3 en une semaine, à savoir : Succès du film Purple Rain, succès de l'album Purple Rain, succès du single Purple Rain et succès de la tournée Purple Rain.

## Composition du groupe
- Prince – chants, guitare
- Wendy Melvoin – guitare
- Brown Mark – basse
- Matt Fink – claviers
- Lisa Coleman – claviers
- Bobby Z. – batterie

Durant la tournée, Prince invita deux saxophonistes à le rejoindre sur certains morceaux, Eric Leeds et Eddie Minnifield. Notamment pour les versions longues de I Would Die 4 U et Baby I'm A Star. Un conflit apparut entre les deux cuivres, car Prince, qui avait offert à Leeds le soin de jouer les longs solos, lui donna de surcroît à exécuter celui qui clôturait le morceau Purple Rain, ce qui rendit jaloux Minnifield.
La tournée a été photographiée par Nancy Bundt.

## Programme
1. Let's Go Crazy
2. Delirious
3. 1999
4. Little Red Corvette
5. Free
6. Take Me with U
7. Do Me, Baby
8. Irresistible Bitch
9. Possessed
10. How Come U Don't Call Me Anymore?
11. International Lover
12. Let's Pretend We're Married
13. Father's Song
14. God
15. Computer Blue
16. Darling Nikki
17. The Beautiful Ones
18. When Doves Cry
19. I Would Die 4 U
20. Baby I'm a Star
21. Purple Rain

Par ailleurs les titres Yankee Doodle Dandy, Raspberry Beret, "America, Condition of the Heart, Temptation, Uptown et Head seront joués dans certaines salles. Durant I Would Die 4 U / Baby I'm a Star, Prince invite Apollonia 6, Sheila E., et sa bande à l'accompagner 20 à 30 minutes sur l'arrangement de la chanson.

## Date des Concerts
La performance d'Atlanta sur I Would Die 4 U/Baby I'm a Star a été utilisée pour faire la promo de la chanson sur MTV, et le concert de Syracuse est sorti en VHS en 1985.
| #                     | Date              | Ville         | Pays       | Salle                             | Audience |
| --------------------- | ----------------- | ------------- | ---------- | --------------------------------- | -------- |
| Purple Rain Tour 1984 |                   |               |            |                                   |          |
| 1                     | 21 mai 1984       | Bloomington   | États-Unis | Carlton Celebrity Room            | 15 000   |
| 2                     | 7 juin 1984       | Minneapolis   | États-Unis | First Avenue                      | 1 500    |
| 3                     | 26 juillet 1984   | Los Angeles   | États-Unis | The Palace                        | 300      |
| 4                     | 14 août 1984      | Minneapolis   | États-Unis | First Avenue                      | 1 500    |
| 5                     | 23 septembre 1984 | Cincinnati    | États-Unis | Bogart's                          | 1 450    |
| 6                     | 25 octobre 1984   | Minneapolis   | États-Unis | First Avenue                      | 1 500    |
| 7                     | 4 novembre 1984   | Détroit       | États-Unis | Joe Louis Arena                   | 18 533   |
| 8                     | 5 novembre 1984   | Détroit       | États-Unis | Joe Louis Arena                   | 18 533   |
| 9                     | 7 novembre 1984   | Détroit       | États-Unis | Joe Louis Arena                   | 18 533   |
| 10                    | 8 novembre 1984   | Détroit       | États-Unis | Joe Louis Arena                   | 18 533   |
| 11                    | 9 novembre 1984   | Détroit       | États-Unis | Joe Louis Arena                   | 18 533   |
| 12                    | 11 novembre 1984  | Détroit       | États-Unis | Joe Louis Arena                   | 18 533   |
| 13                    | 12 novembre 1984  | Détroit       | États-Unis | Joe Louis Arena                   | 18 533   |
| 14                    | 14 novembre 1984  | Greensboro    | États-Unis | Greensboro Coliseum               | 14 877   |
| 15                    | 15 novembre 1984  | Greensboro    | États-Unis | Greensboro Coliseum               | 14 877   |
| 16                    | 16 novembre 1984  | Greensboro    | États-Unis | Greensboro Coliseum               | 14 877   |
| 17                    | 18 novembre 1984  | Landover      | États-Unis | Capital Centre                    | 19 026   |
| 18                    | 19 novembre 1984  | Landover      | États-Unis | Capital Centre                    | 19 026   |
| 19                    | 20 novembre 1984  | Landover      | États-Unis | Capital Centre                    | 19 026   |
| 20                    | 22 novembre 1984  | Philadelphie  | États-Unis | The Spectrum                      | 18 639   |
| 21                    | 23 novembre 1984  | Philadelphie  | États-Unis | The Spectrum                      | 18 639   |
| 22                    | 24 novembre 1984  | Philadelphie  | États-Unis | The Spectrum                      | 18 639   |
| 23                    | 26 novembre 1984  | Landover      | États-Unis | Capital Centre                    | 19 026   |
| 24                    | 28 novembre 1984  | Landover      | États-Unis | Capital Centre                    | 19 026   |
| 25                    | 29 novembre 1984  | Washington    | États-Unis | Gallauder College                 | 300      |
| 26                    | 29 novembre 1984  | Landover      | États-Unis | Capital Centre                    | 19 026   |
| 27                    | 30 novembre 1984  | Landover      | États-Unis | Capital Centre                    | 19 026   |
| 28                    | 2 décembre 1984   | Toronto       | Canada     | Maple Leaf Gardens                | 16 000   |
| 29                    | 3 décembre 1984   | Toronto       | Canada     | Maple Leaf Gardens                | 16 000   |
| 30                    | 5 décembre 1984   | Cleveland     | États-Unis | Richfield Coliseum                | 18 200   |
| 31                    | 6 décembre 1984   | Cleveland     | États-Unis | Richfield Coliseum                | 18 200   |
| 32                    | 9 décembre 1984   | Chicago       | États-Unis | Rosemont Horizon                  | 18 137   |
| 33                    | 10 décembre 1984  | Chicago       | États-Unis | Rosemont Horizon                  | 18 137   |
| 34                    | 11 décembre 1984  | Chicago       | États-Unis | Rosemont Horizon                  | 18 137   |
| 35                    | 12 décembre 1984  | Chicago       | États-Unis | Park West Theatre                 | 1 000    |
| 36                    | 13 décembre 1984  | Chicago       | États-Unis | Rosemont Horizon                  | 18 137   |
| 37                    | 14 décembre 1984  | Chicago       | États-Unis | Rosemont Horizon                  | 18 137   |
| 38                    | 15 décembre 1984  | Lexington     | États-Unis | Rupp Arena                        | 22 347   |
| 39                    | 17 décembre 1984  | Buffalo       | États-Unis | Buffalo Memorial Auditorium       | 18 500   |
| 40                    | 18 décembre 1984  | Buffalo       | États-Unis | Buffalo Memorial Auditorium       | 18 500   |
| 41                    | 20 décembre 1984  | Saint Louis   | États-Unis | St. Louis Arena                   | 20 000   |
| 42                    | 21 décembre 1984  | Saint Louis   | États-Unis | St. Louis Arena                   | 20 000   |
| 43                    | 23 décembre 1984  | Saint Paul    | États-Unis | Saint Paul Civic Center           | 17 516   |
| 44                    | 24 décembre 1984  | Saint Paul    | États-Unis | Saint Paul Civic Center           | 17 516   |
| 45                    | 26 décembre 1984  | Saint Paul    | États-Unis | Saint Paul Civic Center           | 17 516   |
| 46                    | 27 décembre 1984  | Saint Paul    | États-Unis | Saint Paul Civic Center           | 17 516   |
| 47                    | 28 décembre 1984  | Saint Paul    | États-Unis | Saint Paul Civic Center           | 17 516   |
| 48                    | 30 décembre 1984  | Dallas        | États-Unis | Reunion Arena                     | 17 758   |
| 49                    | 31 décembre 1984  | Dallas        | États-Unis | Reunion Arena                     | 17 758   |
| Purple Rain Tour 1985 |                   |               |            |                                   |          |
| 50                    | 1er janvier 1985  | Dallas        | États-Unis | Reunion Arena                     | 17 758   |
| 51                    | 3 janvier 1985    | Atlanta       | États-Unis | The Omni                          | 14 800   |
| 52                    | 4 janvier 1985    | Atlanta       | États-Unis | The Omni                          | 14 800   |
| 53                    | 6 janvier 1985    | Atlanta       | États-Unis | The Omni                          | 14 800   |
| 54                    | 7 janvier 1985    | Atlanta       | États-Unis | The Omni                          | 14 800   |
| 55                    | 8 janvier 1985    | Atlanta       | États-Unis | The Omni                          | 14 800   |
| 56                    | 10 janvier 1985   | Houston       | États-Unis | The Summit                        | 17 000   |
| 57                    | 11 janvier 1985   | Houston       | États-Unis | The Summit                        | 17 000   |
| 58                    | 13 janvier 1985   | Houston       | États-Unis | The Summit                        | 17 000   |
| 59                    | 14 janvier 1985   | Houston       | États-Unis | The Summit                        | 17 000   |
| 60                    | 16 janvier 1985   | Houston       | États-Unis | The Summit                        | 17 000   |
| 61                    | 16 janvier 1985   | Houston       | États-Unis | Texas Southern University         | 12 000   |
| 62                    | 17 janvier 1985   | Houston       | États-Unis | The Summit                        | 17 000   |
| 63                    | 19 janvier 1985   | Birmingham    | États-Unis | Jefferson Civic Center Coliseum   | 17 700   |
| 64                    | 21 janvier 1985   | Cincinnati    | États-Unis | Riverfront Coliseum               | 14 700   |
| 65                    | 22 janvier 1985   | Cincinnati    | États-Unis | Riverfront Coliseum               | 14 700   |
| 66                    | 23 janvier 1985   | Cincinnati    | États-Unis | Riverfront Coliseum               | 14 700   |
| 67                    | 25 janvier 1985   | Memphis       | États-Unis | Mid-South Coliseum                | 11 200   |
| 68                    | 26 janvier 1985   | Memphis       | États-Unis | Mid-South Coliseum                | 11 200   |
| 69                    | 29 janvier 1985   | Austin        | États-Unis | Frank Erwin Center                | 16 112   |
| 70                    | 30 janvier 1985   | Austin        | États-Unis | Frank Erwin Center                | 16 112   |
| 71                    | 1er février 1985  | New Orleans   | États-Unis | The Superdome                     | 45 000   |
| 72                    | 3 février 1985    | Birmingham    | États-Unis | Jefferson Civic Center Coliseum   | 17 700   |
| 73                    | 4 février 1985    | Memphis       | États-Unis | Mid-South Coliseum                | 11 200   |
| 74                    | 14 février 1985   | Tacoma        | États-Unis | Tacoma Dome                       | 24 450   |
| 75                    | 15 février 1985   | Tacoma        | États-Unis | Tacoma Dome                       | 24 450   |
| 76                    | 18 février 1985   | Inglewood     | États-Unis | Inglewood Forum                   | 16 000   |
| 77                    | 19 février 1985   | Inglewood     | États-Unis | Inglewood Forum                   | 16 000   |
| 78                    | 20 février 1985   | Inglewood     | États-Unis | Inglewood Forum                   | 16 000   |
| 79                    | 22 février 1985   | Inglewood     | États-Unis | Inglewood Forum                   | 16 000   |
| 80                    | 23 février 1985   | Inglewood     | États-Unis | Inglewood Forum                   | 16 000   |
| 81                    | 24 février 1985   | Inglewood     | États-Unis | Inglewood Forum                   | 16 000   |
| 82                    | 25 février 1985   | Santa Monica  | États-Unis | Santa Monica Civic Auditorium     | 16 000   |
| 83                    | 27 février 1985   | San Francisco | États-Unis | Cow Palace                        | 13 083   |
| 84                    | 28 février 1985   | San Francisco | États-Unis | Cow Palace                        | 13 083   |
| 85                    | 1er mars 1985     | San Francisco | États-Unis | Cow Palace                        | 13 083   |
| 86                    | 3 mars 1985       | San Francisco | États-Unis | Cow Palace                        | 13 083   |
| 87                    | 4 mars 1985       | San Francisco | États-Unis | Cow Palace                        | 13 083   |
| 88                    | 5 mars 1985       | San Francisco | États-Unis | Cow Palace                        | 13 083   |
| 89                    | 7 mars 1985       | Las Cruces    | États-Unis | Pan Am Center                     | 13 000   |
| 90                    | 8 mars 1985       | Las Cruces    | États-Unis | Pan Am Center                     | 13 000   |
| 91                    | 10 mars 1985      | Long Beach    | États-Unis | Long Beach Arena                  | 6 200    |
| 92                    | 11 mars 1985      | Long Beach    | États-Unis | Long Beach Arena                  | 6 200    |
| 93                    | 12 mars 1985      | Long Beach    | États-Unis | Long Beach Arena                  | 6 200    |
| 94                    | 17 mars 1985      | Uniondale     | États-Unis | Nassau Veterans Memorial Coliseum | 16 700   |
| 95                    | 18 mars 1985      | Uniondale     | États-Unis | Nassau Veterans Memorial Coliseum | 16 700   |
| 96                    | 20 mars 1985      | Uniondale     | États-Unis | Nassau Veterans Memorial Coliseum | 16 700   |
| 97                    | 20 mars 1985      | New York      | États-Unis | Lehman College Center             | 12 000   |
| 98                    | 22 mars 1985      | Uniondale     | États-Unis | Nassau Veterans Memorial Coliseum | 16 700   |
| 99                    | 23 mars 1985      | Uniondale     | États-Unis | Nassau Veterans Memorial Coliseum | 16 700   |
| 100                   | 24 mars 1985      | Uniondale     | États-Unis | Nassau Veterans Memorial Coliseum | 16 700   |
| 101                   | 26 mars 1985      | Hartford      | États-Unis | Hartford Civic Center             | 16 000   |
| 102                   | 27 mars 1985      | Worcester     | États-Unis | Worcester Centrum                 | 12 073   |
| 103                   | 27 mars 1985      | Worcester     | États-Unis | Marriott Inn                      | 200      |
| 104                   | 28 mars 1985      | Worcester     | États-Unis | Worcester Centrum                 | 12 073   |
| 105                   | 30 mars 1985      | Syracuse      | États-Unis | Carrier Dome                      | 50 000   |
| 106                   | 1er avril 1985    | Indianapolis  | États-Unis | Market Square Arena               | 17 000   |
| 107                   | 3 avril 1985      | Tallahassee   | États-Unis | Donald L. Tucker Center           | 12 541   |
| 108                   | 4 avril 1985      | Lakeland      | États-Unis | Lakeland Civic Center             | 9 376    |
| 109                   | 5 avril 1985      | Lakeland      | États-Unis | Lakeland Civic Center             | 9 376    |
| 110                   | 7 avril 1985      | Miami         | États-Unis | Purple Bowl Stadium               | 53 083   |
| 111                   | 7 juin 1985       | Saint Paul    | États-Unis | Prom Center                       | 1 500    |